# Alexander Petrov (skådespelare)
Aleksander Petrov (ryska: Александр Андреевич Петров, född 25 januari 1989 i Pereslavl-Zalessky i Jaroslavl oblast i Ryssland, är en rysk skådespelare.
En av de filmer han är med i är Anna från 2019.